# BYD S7
Pour les articles homonymes, voir S7.
Le BYD S7 est un modèle de SUV fabriqué par le constructeur automobile chinois BYD.

## Aperçu
Un concept car du modèle a été présenté au salon de l'automobile de Shanghai en avril 2013. La version de production du SUV a été officiellement présentée au salon de l'automobile de Pékin en avril 2014 tant que version luxueuse du BYD S6, dont la production fut arrêté en 2016. Le S7 a également formé la base technique de la première génération du BYD Tang hybride, qui a été proposée jusqu'en 2018. En octobre 2014, le véhicule de cinq à sept places était vendu en Chine.

## Motorisation
Le BYD S7 est soit propulsé par un moteur essence de 1,5L produisant 156 cv couplé à une boite de vitesses manuelle à six vitesses, soit par un moteur essence de 2L produisant 207 cv accordé à une boîte à double embrayage à six vitesses.

## Sécurité
En 2013, le véhicule a subi un programme d'essais de collision C-NCAP de 2012 et a reçu une note globale de cinq étoiles ou 57 points.